# Milice fasciste albanaise
La milice fasciste albanaise (MFSH) (en albanais : Milicia Fashiste Shqiptare) est un groupe paramilitaire fasciste albanais formé en 1939, à la suite de l'invasion italienne de l'Albanie. En tant qu'aile des chemises noires italiennes (MVSN), la milice était initialement composée de colons italiens en Albanie, mais plus tard, des volontaires albanais ont également été enrôlés et ont constitué la majorité du groupe jusqu'à sa dissolution en 1943. Elle avait son siège à Tirana.

## Histoire
La milice fasciste albanaise (MFSH) fut constituée par le décret no. 91, en date du 18 septembre 1939 du général adjoint et faisait partie de la milice des volontaires de la sécurité nationale dirigée par le commandant général Mussolini. La milice était chargée de maintenir l'ordre intérieur à la demande du Premier ministre. Son recrutement était volontaire pour toutes personnes remplissant les conditions d'adhésion au parti fasciste. Les officiers furent nommés par le commandement général de la milice volontaire de sécurité nationale, sur proposition du commandant de la milice fasciste albanaise (MFSH), après consultation du secrétaire du parti fasciste albanais. Les sous-officiers, les diplômés, les chemises noires étaient tous nommés par le commandant de la MFSH.
Le MFSH se composait d'un commandement, de 4 légions et de 10 cohortes, entièrement financé par l'État.
La milice fut dissoute en 1943 après la capitulation de l'Italie pendant la Seconde Guerre mondiale.